# 永銓金
永銓金（1986年1月19日—）本名阮氏碧簪，越南金甌省人，女歌手。受到家人的藝術熏陶走上音樂之路，高中卒業後前往胡志明市定居。截至2014年共發行了10張專輯和單曲，代表作有《最後的愛》、《飄遠的幸福》。

## 外部連結

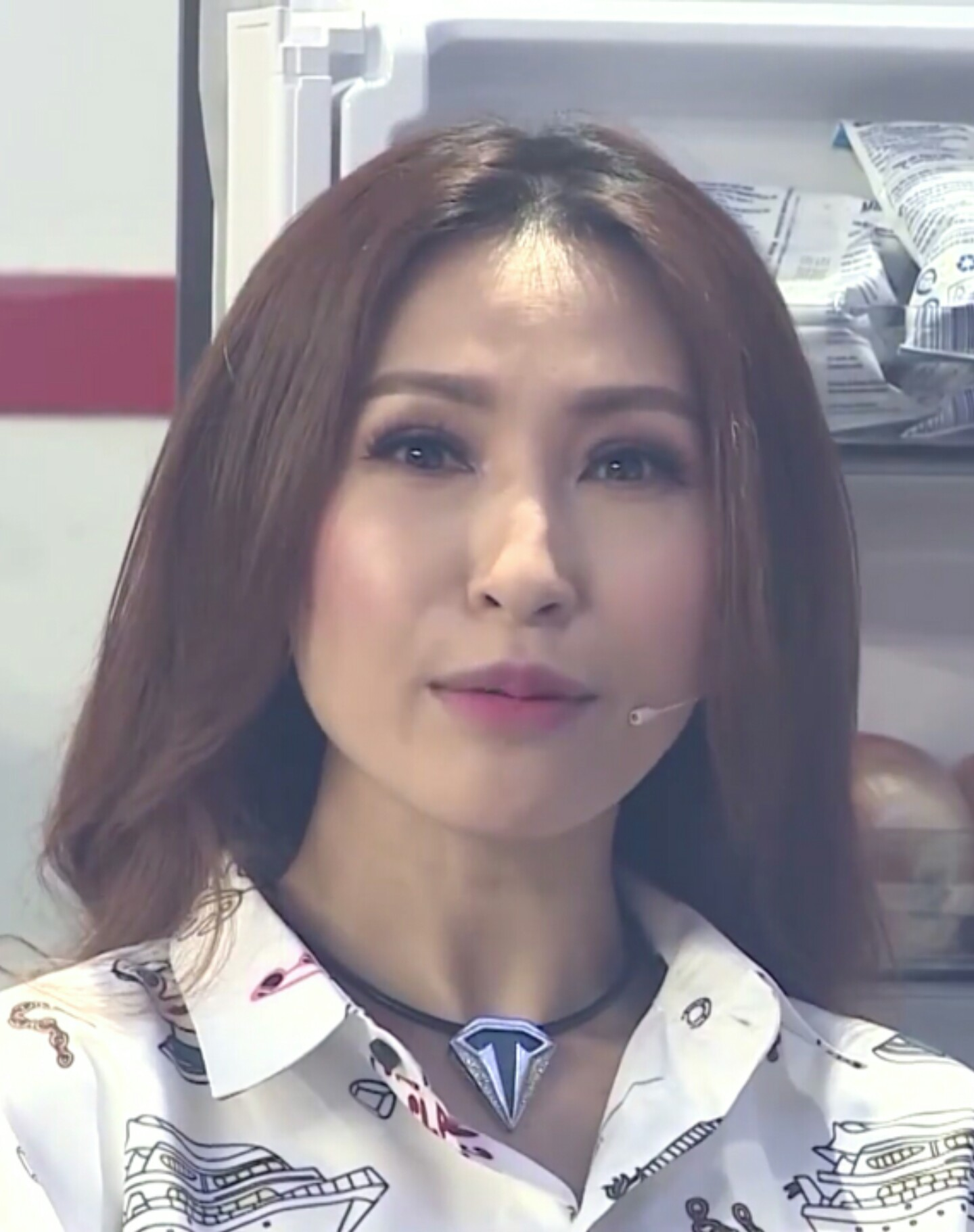

- Vĩnh Thuyên Kim （页面存档备份，存于）